# Kris Richard
Kristopher Jameil "Kris" Richard (Beaumont, Texas, 1 de marzo de 1989) es un jugador de baloncesto estadounidense con pasaporte rumano que juega en el CSM Oradea de la Liga Națională, la primera división del baloncesto rumana. Con 1.96 metros de estatura, juega en la posición de base y escolta.

## Trayectoria deportiva
Es un base que también lo hace en la posición de escolta formado en la universidad de Tulane Green Wave. Tras no ser drafteado en 2011, debutaría como profesional en México, en las filas de los Halcones Xalapa.
Más tarde, jugaría en la ligas de Kazajistán y Letonia.
En verano de 2017, firma con el Tigers Tübingen, para jugar en la Basketball Bundesliga.
En la temporada 2020-21, firma por el Stelmet Zielona Góra de la PLK, con el que promedia 11 puntos y 3 asistencias entre VTB League y liga doméstica.
El 22 de mayo de 2021, firma por el SIG Strasbourg de la Pro A, la primera división del baloncesto francés.
En la temporada 2021-22, regresa al CSM Oradea de la Liga Națională, la primera división del baloncesto rumana.